# Mordellistena goetzi
Mordellistena goetzi es una especie de coleóptero de la familia Mordellidae.

## Distribución geográfica
Habita en los territorios de la antigua  Unión Soviética.